# Вільний штат Джонса
«Вільний штат Джонса» (англ. Free State of Jones) — американський історично-драматичний фільм, знятий Гері Россом. Фільм розповідає про фермера Ньютона Найта, який очолює групу дезертирів з армії Конфедерації, які виступають за скасування рабства.

## У ролях
- Меттью Макконехі — Ньютон Найт
- Гугу Мбата-Роу — Рейчел Найт
- Кері Расселл — Серена Найт
- Магершала Алі — Мозес Вашингтон
- Крістофер Беррі — Джаспер Коллінз
- Джейкоб Лофленд — Деніел